# Atretium schistosum
Atretium schistosum är en ormart som beskrevs av Daudin 1803. Atretium schistosum ingår i släktet Atretium och familjen snokar. IUCN kategoriserar arten globalt som livskraftig. Inga underarter finns listade.
Arten förekommer i östra Indien, södra Nepal, Sri Lanka och kanske i Bangladesh. Atretium schistosum lever nära vattenansamlingar som dammar, vattendrag, risodlingar och träskmarker där den jagar groddjur och fiskar. Ibland besöks pölar med bräckt vatten nära havet.